# Ganggrab auf dem Radberg
Bei dem Ganggrab auf dem Radberg (auch Großsteingrab von Langen genannt) handelt sich um ein neolithisches Ganggrab mit der Sprockhoff-Nr. 873. Es entstand zwischen 3500 und 2800 v. Chr. und ist eine Megalithanlage der Trichterbecherkultur (TBK). Das Ganggrab ist eine Bauform jungsteinzeitlicher Megalithanlagen, die aus einer Kammer und einem baulich abgesetzten, lateralen Gang besteht. Diese Form ist primär in Dänemark, Deutschland, den Niederlanden und Skandinavien sowie vereinzelt in Frankreich zu finden. Neolithische Monumente sind Ausdruck der Kultur und Ideologie neolithischer Gesellschaften. Ihre Entstehung und Funktion gelten als Kennzeichen der sozialen Entwicklung.
Das Großsteingrab auf dem Radberg liegt im Wald südlich von Rentrup, einem Ortsteil von Langen, an der Nordseite des 57 Meter hohen Radberges in der Samtgemeinde Lengerich im Landkreis Emsland in Niedersachsen und ist nicht zu verwechseln mit dem Grabhügel auf dem Radberg in Reken-Hülsten in Nordrhein-Westfalen.

## Beschreibung
Die relativ gut erhaltene ost-west-orientierte Emsländische Kammer hat eine Länge von etwa 17,0 m und eine Breite von 1,2 bis 1,0 Meter. Es liegt in einer unregelmäßigen ovalen etwa 30 Meter langen und mittig 14 Meter breiten Einfassung, von der noch 20 Steine erhalten sind. 25 der 27 Tragsteine der Kammer sind erhalten, viele stehen noch in situ. Die Kammer hatte 12 oder 13 Decksteine. Von den verbliebenen Steinen ist einer zerbrochen. Die Umwallung zeigt eine nach Süden ausgedehnte Ausbuchtung. Der Zugang zur Kammer liegt in der Mitte der Südseite. Hügelreste sind im Gelände zu erkennen.